# Austrothaumalea uloola
Austrothaumalea uloola är en tvåvingeart som beskrevs av Sinclair 2008. Austrothaumalea uloola ingår i släktet Austrothaumalea och familjen mätarmyggor. Inga underarter finns listade.